# Vysoká škola ekonomie a managementu
Vysoká škola ekonomie a managementu (VŠEM) je česká soukromá vysoká škola neuniverzitního typu se zaměřením na výuku studijních programů z oblasti ekonomie, marketingu, lidských zdrojů, sociologie a psychologie, sídlící v Praze. Státní souhlas k působení získala v roce 2001. Má právní formu akciové společnosti.
VŠEM od roku 2024 zrušila bakalářské práce (BP) a nahradila je bakalářským projektem (BPR). Stávající studenti mohou volit mezi zpracováním bakalářské práce a bakalářským projektem, kdy studenti zahajující studium v akademickém roce 2024/25 ukončují studium bakalářským projektem.
Rektorem VŠEM je od 1. září 2024 doc. Ing. Daniel Šťastný. Ph.D., emeritním rektorem VŠEM a předsedou správní rady je prof. Ing. Milan Žák, CSc.

## Přednášející a osobnosti
Prorektorem pro strategii a rozvoj je odborník na vzdělávání, spisovatel a publicista Ing. Bohumil Kartous, Ph.D., do výukového procesu se zapojuje generální ředitelka Melitta Martina Hrušínská, publicista a vlastník mediální agentury David Shorf, Head of Marketing společnosti Košík.cz David Matoušek, Břetislav Stromko se zkušenostmi ze SocialBakers, Dámejídlo.cz nebo Albert Česká republika.

## Katedry
- Katedra ekonomie
- Katedra lidských zdrojů
- Katedra managementu
- Katedra marketingu
- Katedra podnikové ekonomiky

## Oblasti společenského zájmu
Mezi hlavní oblasti zájmu VŠEM patří podpora wellbeingu mezi studenty a absolventy se zaměřením na study-life-balance a study-work-life-balance.
Pro studenty pravidelně pořádá akci Den duševní pohody VŠEM, kterou v tomto roce zastřešoval Institut Moderní Láska, jeho zakladatelka Markéta Šetinová, Ester Geislerová a Jan Vojtko se svou přednáškou z oblasti Terapie sdílením.
VŠEM je dlouholetým členem Asociace společenské odpovědnosti (ASO).
Součástí VŠEM je univerzitní kampus Campus VŠEM se 100 apartmány pro studenty a absolventy vysokých škol, fungující od roku 2019.

## Kontroverze
Se školou se pojí kontroverze v podobě vymáhání peněz za služby, které však studentům nebyly poskytnuty z důvodu jejich rozhodnutí ukončit studium či na něj nikdy nenastoupit. Reportáže o nekalých praktikách školy točil například Josef Klíma či Linda Nguyenová. Dále v roce 2023 provozovatel školy zrušil středoškolské ekonomické lyceum a studenti se tak ocitli bez školy, jež si museli nově začít hledat, aby mohli zbývající roky dostudovat. V dubnu 2025 uvedl youtuber Karel Kovář, že škola bez jeho svolení používala jeho jméno a fotografii ke své propagaci.